# Esteil
Esteil est une commune française, située dans le département du Puy-de-Dôme en région Auvergne-Rhône-Alpes.

## Géographie

### Localisation

#### Lieux-dits et écarts
- Esteil
- La Rivat, l'enclos, les Narces, Combe d'Oche, le Coudert, le Chauffour, les Pedonnes, les Piédes, les Grands Près, Longues Guillarde, Croix d'Auzat, Bois de Brenat, la Matève, Cote de l'Archet, les Genetières, le Château, les Caves, Communal d'Aubiat, la Roche Cavade, la Borie, les Fauchants, les Faussats, Pachet du Bois, Grands Champs, les Pavins, la Grifouilliére, les Sucs, Bois de Jas, la Besseyre, les Pinatelles, l'Étang, Chemin Condat-les-Monboissier, les Combats, Bois de la Grange, les Augers, les Bughes, les Piédes, la Cordonniére, le Coudert, Bois de Brenat, les Rasades, Suc des Charbonnes, Combe de Vagaud, la Barguére, la Range, Champs Gras, Combe Mouton, Combe de l'Aigue, le Plantier, le Bet, la Conche, les Matevaux.
- Valanges, Massis, Terras, Bergeroux, Foulhoux, Rôle, Treynèrat, Valageix.

#### Communes limitrophes
|                   | Lamontgie | La Chapelle-sur-Usson    |
| Auzat-la-Combelle | Esteil    |                          |
|                   | Jumeaux   | Saint-Jean-Saint-Gervais |

### Climat
Pour des articles plus généraux, voir Climat d'Auvergne-Rhône-Alpes et Climat du Puy-de-Dôme.
En 2010, le climat de la commune est de type climat des marges montargnardes, selon une étude du Centre national de la recherche scientifique s'appuyant sur une série de données couvrant la période 1971-2000. En 2020, Météo-France publie une typologie des climats de la France métropolitaine dans laquelle la commune est exposée à un climat de montagne ou de marges de montagne et est dans la région climatique  Nord-est du Massif Central, caractérisée par une pluviométrie annuelle de 800 à 1 200 mm, bien répartie dans l’année. 
Pour la période 1971-2000, la température annuelle moyenne est de 9,6 °C, avec une amplitude thermique annuelle de 16,1 °C. Le cumul annuel moyen de précipitations est de 768 mm, avec 8,6 jours de précipitations en janvier et 6,5 jours en juillet. Pour la période 1991-2020, la température moyenne annuelle observée sur la station météorologique de Météo-France la plus proche, « Issoire », sur la commune d'Issoire à 14 km à vol d'oiseau, est de 12,0 °C et le cumul annuel moyen de précipitations est de 610,7 mm,. Pour l'avenir, les paramètres climatiques de la commune estimés pour 2050 selon différents scénarios d'émission de gaz à effet de serre sont consultables sur un site dédié publié par Météo-France en novembre 2022.

## Urbanisme

### Typologie
Au 1er janvier 2024, Esteil est catégorisée commune rurale à habitat très dispersé, selon la nouvelle grille communale de densité à sept niveaux définie par l'Insee en 2022.
Elle est située hors unité urbaine et hors attraction des villes,.

### Occupation des sols
L'occupation des sols de la commune, telle qu'elle ressort de la base de données européenne d’occupation biophysique des sols Corine Land Cover (CLC), est marquée par l'importance des forêts et milieux semi-naturels (80,9 % en 2018), une proportion identique à celle de 1990 (80,9 %). La répartition détaillée en 2018 est la suivante : 
forêts (80,9 %), prairies (19,1 %). L'évolution de l’occupation des sols de la commune et de ses infrastructures peut être observée sur les différentes représentations cartographiques du territoire : la carte de Cassini (XVIIIe siècle), la carte d'état-major (1820-1866) et les cartes ou photos aériennes de l'IGN pour la période actuelle (1950 à aujourd'hui).

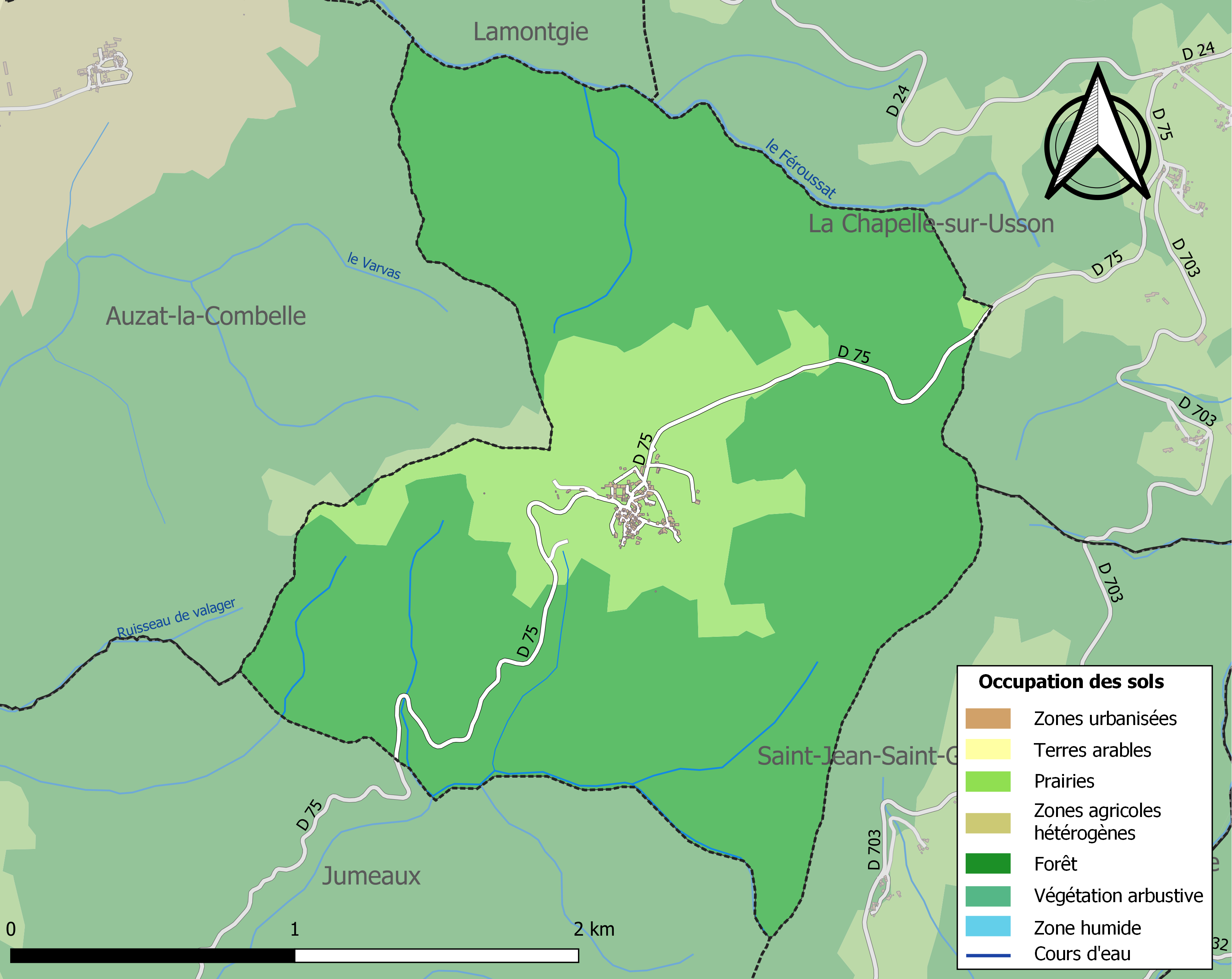
Carte des infrastructures et de l'occupation des sols de la commune en 2018 (CLC).

## Histoire et patrimoine
- Église romane remaniée de Saint-Jean

Le prieuré appartenait à l'Ordre de Fontevraud, fondé en 1151 après la donation que firent les milites de Châteauneuf-du-Drac.
Pendant la Révolution française, le prieuré est scindé en lots, vendus séparément en 1796. Un mur sépare alors en deux le vaisseau de l'église, formant d'un côté une grange, de l'autre l'église.
Le 14 juin 1944, l'église brûle dans un incendie volontaire déclenché par les troupes allemandes,. Un odonyme local rappelle cet événement : place du 14-Juin-1944.
- Château d'eau du XIIe siècle

## Politique et administration
| Période                                  | Période        | Identité            | Étiquette | Qualité |
| ---------------------------------------- | -------------- | ------------------- | --------- | ------- |
| Les données manquantes sont à compléter. |                |                     |           |         |
| Inconnu                                  | février 2001   | Arthur Arnodo       |           |         |
| mars 2001                                | décembre 2012  | Guy Trilleaud       |           |         |
| janvier 2013                             | juillet 2020   | Serge Hercegfi      |           |         |
| juillet 2020                             | septembre 2020 | Délégation spéciale |           |         |
| septembre 2020                           | En cours       | François Thalaud    |           |         |

## Population et société

### Démographie
L'évolution du nombre d'habitants est connue à travers les recensements de la population effectués dans la commune depuis 1876. Pour les communes de moins de 10 000 habitants, une enquête de recensement portant sur toute la population est réalisée tous les cinq ans, les populations de référence des années intermédiaires étant quant à elles estimées par interpolation ou extrapolation. Pour la commune, le premier recensement exhaustif entrant dans le cadre du nouveau dispositif a été réalisé en 2005.

En 2022, la commune comptait 55 habitants, en évolution de −12,7 % par rapport à 2016 (Puy-de-Dôme : +2,1 %, France hors Mayotte : +2,11 %).
| 1876 | 1881 | 1886 | 1891 | 1896 | 1901 | 1906 | 1911 | 1921 |
| ---- | ---- | ---- | ---- | ---- | ---- | ---- | ---- | ---- |
| 290  | 269  | 289  | 292  | 284  | 235  | 231  | 200  | 171  |

| 1926 | 1931 | 1936 | 1946 | 1954 | 1962 | 1968 | 1975 | 1982 |
| ---- | ---- | ---- | ---- | ---- | ---- | ---- | ---- | ---- |
| 147  | 134  | 117  | 94   | 88   | 76   | 78   | 70   | 66   |

| 1990 | 1999 | 2005 | 2006 | 2010 | 2015 | 2020 | 2022 | - |
| ---- | ---- | ---- | ---- | ---- | ---- | ---- | ---- | - |
| 61   | 58   | 72   | 73   | 69   | 64   | 57   | 55   | - |

## Culture locale et patrimoine

### Lieux et monuments
- Église Saint-Jean d'Esteil
- Prieuré d'Esteil

### Héraldique
D’or à un pal de  gueules chargé de trois étoiles d’argent. Source . Vitrail « Pro memoria » posé en 1994 dans l’église du bourg par l’association des amis d’Esteil 
Les moniales témoignent encore.